# 拉布韦
拉布韦（阿拉伯语：اللبوة‎，英语：Labweh、Laboué、Labwe或Al-Labweh），是位于黎巴嫩巴勒貝克-希爾米勒省巴勒贝克县反黎巴嫩山山脚下的村子，海拔950米。

## 历史
在新石器时代的定居点被发现后，Labweh的历史至少可以追溯到公元前7千年，埃及人将村子称为Lab'u，亚述人称为Laba'u，希伯来人称为Lebo-hamats。村子与《列王紀》” 和《以西結書》中提到的“哈马入口”（所罗门王领土的北部边界）有关，不过后来战败输给叙利亚人。据说，以色列王耶罗波安二世已经将以色列的领土从哈马入口恢复到阿拉伯谷海（死海）。
拉布韦在原始叙利亚语中的意思是“心”或“中心”，该词源于阿拉伯语中的“狮子”或“母狮”。这村有几个考古遗址，包括三个古洞穴，里面有罗马拜占庭式石棺和一座寺庙遗迹，还有拜占庭堡垒和罗马水坝的遗迹，据说可追溯到芝诺比娅女王统治时期。传说是用岩石雕刻水渠，将水运送到在叙利亚巴尔米拉。

## 拉布韦泉和拉布韦河
该村位于巴贝克东北26公里处的一座小山上，名字源于拉布韦泉和拉布韦河，拉布韦是奥龙特斯河的发源地之一，流经多岩石沙漠，流经约20公里，然后在通过额尔拉斯村流入一个湖泊和更宽阔的溪流，水流向东北方向流动，由黎巴嫩山区的其他溪流供给水源。

## 考古遗址
1966年，戴安娜·柯克布莱德和彼得·韦斯科姆对拉布韦的考古遗址进行探测分析。1969年，洛林·科普兰进行挖掘。拉布韦臺型遺址的表面被现代农业破坏，公路把它分成两半。南拉布韦臺型遺址（也称为拉布韦I）位于在村子的南边，另一个位于北边。白色和红色石膏地板的长方形建筑遗迹中发现几处墓葬。石墙残骸是在低楼层发现，高楼层有可能使用到泥砖。
早新石器时代的发现包括大量石灰石白瓷（也被称为“维塞尔·布兰奇”），以及黑面抛光瓷器。只有一个碗是在最初的挖掘中重制，其他碎片包括黑色、棕色或红色的罐子和碗，其中一个碎片进行稻草擦拭，这种碎片通常在约旦河谷南边发现。除此之外还有一些装饰品，如人字形、切割图案和绳状印记。在两座房屋内发现墓葬，挖掘后发现与早PPNB和PPNA遗址的墓葬相似。三个初始样品的放射性碳年代表明年代位于公元前6780到6910之间。这些发现有助于了解新石器时代阶段过渡的某些方面。
北拉布韦臺型遺址是另一个大型考古遗址，在村庄和拉布韦泉北面几百米处。从遗址表面找到细齿镰刀、箭头和梯形、片状斧头、白色器皿碎片、带有图案的抛光陶器和一块黑曜石碎片。按照发现表明定居时间在南拉布韦臺型遺址和朱拜勒时期。发现的动物包括森林动物、驯养牛、绵羊和山羊。

## 罗马神庙
村里发现一座罗马寺庙的遗迹，包括一组前柱式贝卡山谷寺庙，但只剩西墙可见。庙宇内有建造了一座现代建筑风格的房子。在拉布韦和Ain el-Baid之间大约有20座寺庙。